# Paralympische Geschichte Finnlands
Die Paralympische Geschichte Finnlands begann mit der Teilnahme an den ersten Paralympischen Spielen 1960 in Rom. Seither hat Finnland mit Ausnahme der Sommer-Paralympics 1964 in Tokio an allen Paralympischen Spielen teilgenommen, diese jedoch noch nie selbst ausgerichtet. Organisiert wird die Teilnahme durch das finnische Paralympics-Komitee Suomen Paralympiakomitea, das 1994 gegründet wurde und in enger Zusammenarbeit mit dem Suomen Olympiakomitea und dem Internationalen Paralympischen Komitee funktioniert. Präsident des Suomen Paralympiakomitea ist Hannu Laurell, Generalsekretärin Maria Laakso.

## Die erfolgreichsten Teilnehmer
Erfolgreichster Vertreter Finnlands bei den Paralympics ist Jouko Grip, der bei insgesamt sieben Winterspielen in den nordischen Disziplinen Biathlon und Langlauf 15 Medaillen holen konnte. Zudem ist er als Leichtathlet bei zwei Sommerspielen angetreten und konnte dort zwei weitere Medaillen (2 Gold) gewinnen. Nach ihm erfolgreichster Wintersportler ist der Skilangläufer Pertti Sankilampi mit zwölf Medaillen, erfolgreichste Teilnehmer an den Sommerspielen sind der Leichtathlet Harri Jauhiainen mit sechs Goldmedaillen und der Tischtennisspieler Matti Launonen mit 13 Medaillen.
| Paralympische Sommerspiele | Paralympische Winterspiele |
| --- | --- |
| - Harri Jauhiainen (Leichtathletik): 6 Gold, 2 Silber, 2 Bronze - Pekka Kujala (Leichtathletik): 5 Gold, 1 Silber, 2 Bronze - Kimmo Jokinen (Tischtennis): 5 Gold, 0 Silber, 1 Bronze - Timo Sulisalo (Leichtathletik): 3 Gold, 1 Silber, 1 Bronze - Tauno Mannila (Leichtathletik): 3 Gold, 0 Silber, 0 Bronze - Matti Launonen (Tischtennis, Fünfkampf, Schwimmen): 2 Gold, 7 Silber, 4 Bronze - Eeva-Riitta Fingerroos (Schwimmen): 1 Gold, 2 Silber, 6 Bronze - Pekka Kantola (Schwimmen): 0 Gold, 3 Silber, 6 Bronze | - Jouko Grip (Ski Nordisch): 10 Gold, 5 Silber, 0 Bronze - Pertti Sankilampi (Ski Nordisch): 6 Gold, 4 Silber, 2 Bronze - Kari Joki-Erkkilä (Ski Nordisch): 6 Gold, 2 Silber, 1 Bronze - Tanja Tervonen (Ski Nordisch): 6 Gold, 1 Silber, 0 Bronze - Tanja Kari (Ski Nordisch): 6 Gold, 0 Silber, 1 Bronze - Veikko Puputti (Ice Sledge Speed Racing): 5 Gold, 0 Silber, 0 Bronze - Kalervo Pieksämäki (Ski Nordisch): 3 Gold, 4 Silber, 5 Bronze - Teuvo Ojala (Ski Nordisch): 0 Gold, 4 Silber, 6 Bronze |

## Medaillenbilanz
Im Ewigen Medaillenspiegel der Sommer-Paralympics nimmt Finnland mit 264 Medaillen (70 Gold, 94 Silber und 100 Bronze) Platz 24 ein. Im Ewigen Medaillenspiegel der Winter-Paralympics nimmt Finnland mit 181 Medaillen (75 Gold, 47 Silber und 59 Bronze) Platz 5 ein.
| Sommer-Paralympics |                       |                    |                    |                    |                    |                    |
| Jahr               | Ort                   | Gold               | Silber             | Bronze             | Total              | Sportler           |
| 1960               | Rom                   | 1                  | 0                  | 0                  | 1                  | 3                  |
| 1964               | Tokio                 | nicht teilgenommen | nicht teilgenommen | nicht teilgenommen | nicht teilgenommen | nicht teilgenommen |
| 1968               | Tel Aviv              | 0                  | 0                  | 0                  | 0                  | 1                  |
| 1972               | Heidelberg            | 0                  | 2                  | 1                  | 3                  | 19                 |
| 1976               | Toronto               | 12                 | 20                 | 18                 | 50                 | 42                 |
| 1980               | Arnheim               | 8                  | 19                 | 13                 | 40                 | 46                 |
| 1984               | New York / Mandeville | 19                 | 13                 | 26                 | 58                 |                    |
| 1988               | Seoul                 | 11                 | 23                 | 16                 | 50                 |                    |
| 1992               | Barcelona             | 8                  | 6                  | 11                 | 25                 | 61                 |
| 1996               | Atlanta               | 4                  | 5                  | 4                  | 13                 | 67                 |
| 2000               | Sydney                | 1                  | 3                  | 6                  | 10                 | 65                 |
| 2004               | Athen                 | 4                  | 1                  | 3                  | 8                  | 86                 |
| 2008               | Peking                | 2                  | 2                  | 2                  | 6                  | 32                 |
| Gesamt             |                       | 70                 | 94                 | 100                | 264                |                    |

| Winter-Paralympics |                |      |        |        |       |          |
| Jahr               | Ort            | Gold | Silber | Bronze | Total | Sportler |
| –                  |                |      |        |        |       |          |
| –                  |                |      |        |        |       |          |
| –                  |                |      |        |        |       |          |
| 1976               | Örnsköldsvik   | 8    | 7      | 7      | 22    |          |
| 1980               | Geilo          | 15   | 7      | 12     | 34    |          |
| 1984               | Innsbruck      | 19   | 9      | 6      | 34    |          |
| 1988               | Innsbruck      | 9    | 8      | 8      | 25    |          |
| 1992               | Albertville    | 7    | 3      | 4      | 14    |          |
| 1994               | Lillehammer    | 6    | 7      | 12     | 25    |          |
| 1998               | Nagano         | 7    | 5      | 7      | 19    |          |
| 2002               | Salt Lake City | 4    | 1      | 3      | 8     | 14       |
| 2006               | Turin          | 0    | 0      | 0      | 0     | 7        |
| 2010               | Vancouver      | –    | –      | –      | –     |          |
| Gesamt             |                | 75   | 47     | 59     | 181   |          |

## Disziplinenübersicht
Erfolgreich sind die Finnen bei den Sommerspielen vor allem in den Sportarten Leichtathletik, Schwimmen und Tischtennis. Keine Medaillen gab es dagegen bisher beim Segeln, im Rollstuhlbasketball und im Rollstuhltennis. Bei den Winterspielen ist es vor allem der nordische Skisport, in dem die finnischen Athleten Medaillen sammeln. Im alpinen Skisport gab es bisher nie Top-3-Platzierungen.
| Sommer-Paralympics  |                    |                    |                    |                    |
| Sportart            | Gold               | Silber             | Bronze             | Total              |
| Bogenschießen       | 3                  | 9                  | 5                  | 17                 |
| Leichtathletik      | 47                 | 59                 | 50                 | 156                |
| Radsport            | 0                  | 2                  | 0                  | 2                  |
| Dartchery           | 0                  | 2                  | 0                  | 2                  |
| Reitsport           | 0                  | 0                  | 1                  | 1                  |
| Goalball            | 2 (11)             | 2 (11)             | 0                  | 4 (22)             |
| Judo                | 0                  | 0                  | 2                  | 2                  |
| Powerlifting        | 3                  | 1                  | 2                  | 6                  |
| Segeln              | 0                  | 0                  | 0                  | 0                  |
| Sportschießen       | 2                  | 1                  | 6                  | 9                  |
| Schwimmen           | 7                  | 17                 | 25                 | 49                 |
| Tischtennis         | 9                  | 8                  | 9                  | 26                 |
| Sitzvolleyball      | 0                  | 0                  | 3 (24)             | 3 (24)             |
| Rollstuhlbasketball | 0                  | 0                  | 0                  | 0                  |
| Rollstuhltennis     | 0                  | 0                  | 0                  | 0                  |
| Boccia              | 0                  | 0                  | 0                  | 0                  |
| Fußball             | nicht teilgenommen | nicht teilgenommen | nicht teilgenommen | nicht teilgenommen |
| Snooker             | nicht teilgenommen | nicht teilgenommen | nicht teilgenommen | nicht teilgenommen |
| Ringen              | nicht teilgenommen | nicht teilgenommen | nicht teilgenommen | nicht teilgenommen |
| Rollstuhlfechten    | nicht teilgenommen | nicht teilgenommen | nicht teilgenommen | nicht teilgenommen |
| Rollstuhlrugby      | nicht teilgenommen | nicht teilgenommen | nicht teilgenommen | nicht teilgenommen |

| Winter-Paralympics      |                    |                    |                    |                    |
| Sportart                | Gold               | Silber             | Bronze             | Total              |
| Biathlon                | 3                  | 1                  | 4                  | 8                  |
| Skilanglauf             | 75                 | 61                 | 59                 | 195                |
| Ice Sledge Speed Racing | 9                  | 0                  | 3                  | 12                 |
| Ski Alpin               | 0                  | 0                  | 0                  | 0                  |
| Sledge-Eishockey        | nicht teilgenommen | nicht teilgenommen | nicht teilgenommen | nicht teilgenommen |
| Rollstuhlcurling        | nicht teilgenommen | nicht teilgenommen | nicht teilgenommen | nicht teilgenommen |